# Franz Wiest
Franz Anton Wiest (* 16. Februar 1814 in Wien; † 1. Juni 1847 ebenda) war ein österreichischer Journalist und Musikkritiker.

## Leben
Wiests Vater war der k. k. Hofgarde-Schneidermeister Franz Wiest sen. (* um 1778, † 15. Dezember 1865 in Wien), auch „Vater Wiest“ genannt, der als „eine der originellsten Persönlichkeiten Altwiens“ galt.
Er wurde im elterlichen Haus am Bauernmarkt Nr. 624 geboren und in der Peterskirche getauft. Er erhielt eine solide musikalische Ausbildung und studierte dann in Wien Philosophie, beendete das Studium aber nicht und widmete sich dann gänzlich der Literatur. 1837 wurde er Mitarbeiter der von Adolf Bäuerle herausgegebenen Wiener Theaterzeitung. Seine Artikel zeichneten sich durch elegante Stilistik, Sachkenntnis und treffenden Witz aus, doch wurde er häufig von dem Humoristen Moritz Gottlieb Saphir angefeindet, so dass er 1838 nach Leipzig übersiedelte. Dort gründete er das Journal Die Eisenbahn, zog sich jedoch im Herbst 1839 schon wieder von der Leitung zurück. Im selben Jahr ging er nach Mainz, wo er in der Redaktion der Zeitschrift Das Rheinland arbeitete und dort bis 1842 tätig war.
Im Mai 1843 kehrte er nach Wien zurück und heiratete dort am 15. Oktober 1844 Anna Maria Maßmann (* 24. August 1822 in Eltville am Rhein). Er hatte in den folgenden Jahren großen Erfolg mit parodistischen Vorlesungen, in denen er bekannte Persönlichkeiten wie den Theaterdirektor Carl Carl und den Komiker Johann Nestroy imitierte. 1846 erkrankte er schwer. Er wohnte zuletzt „auf der Laimgrube Nr. 23“, wo „Hr. Franz Wiest, Doctor der Philosophie und Literat“, am 1. Juni 1847 „am äußern Brand“ verstarb.
Am 1. November 1847 fand im Musikvereinssaal ein Wohltätigkeitskonzert zugunsten der Hinterbliebenen statt.

## Familie
Franz Wiest war der Bruder des Geigers Ludwig Wiest (1819–1889).

## Werke
- Rococo. Gesammeltes in Bildern, Skizzen, Humoresken und Phantasiestücken, 2 Hefte, Leipzig: Baumgärtner 1839 und 1840
- Geist, Witz und Satyre in Vorlesungen, Phantasiestücken, Humoresken, Aquarellen und Skizzen, Leipzig 1847 (Digitalisat)
- Aus der Mappe eines deutschen Journalisten. Gesammelte Schriften, hrsg. von dessen Witwe, Wien: Carl Ueberreuter 1848 (Digitalisat)